# جائزة أستراليا الكبرى 1979
جائزة أستراليا الكبرى 1979 هو سباق فورمولا 1 أقيم بتاريخ 11 مارس 1979 في أستراليا الغربية.